# Corythucha arcuata
Corythucha arcuata är en insektsart som först beskrevs av Thomas Say 1832.  Corythucha arcuata ingår i släktet Corythucha och familjen nätskinnbaggar. Inga underarter finns listade i Catalogue of Life.